# ニーメントウスキーのキナゾリン合成
ニーメントウスキーのキナゾリン合成（Niementowski quinazoline synthesis）は、アントラニル酸とアミドから4-オキソ-3,4-ジヒドロキナゾリンを合成する化学反応である。